# La Parole (film, 1943)
Pour les articles homonymes, voir Parole (homonymie) et Ordet.
Pour plus de détails, voir Fiche technique et Distribution.
La Parole (Ordet) est un film suédois réalisé par Gustaf Molander, sorti en 1943.
Il s'agit d'une adaptation cinématographique de la pièce théâtrale éponyme écrite par Kaj Munk, créée en 1925. Le cinéaste danois Carl Theodor Dreyer en réalisera une seconde version, infiniment plus célèbre, en 1954.

## Synopsis
L'action se déroule au sein d'une famille de fermiers luthériens dans la province du Jutland (Danemark). Knut Borg, le patriarche, y règne en maître incontesté. L'un de ses fils, Johannes, devrait devenir pasteur. Lors d'un accident automobile, sa fiancée est mortellement atteinte et il tente de la ressusciter. En vain... Il bascule, depuis, dans une folie d'ordre mystique. Mais, plus tard, il parvient à faire renaître Inger, la femme de l'un de ses frères, morte durant l'accouchement d'un troisième enfant.

## Fiche technique
- Titre : La Parole
- Titre original : Ordet
- Réalisation : Gustaf Molander
- Scénario : Rune Lindström, d'après le drame mystique de Kaj Munk
- Photographie : Gösta Rossling, Noir et blanc - 1,37 : 1
- Musique : Sven Sköld
- Montage : Oscar Rosander
- Production : Svensk Filmindustri
- Pays de production :  Suède
- Durée : 108 minutes
- Sortie : 26 décembre 1943
- Sortie en France : 1947

## Distribution
- Victor Sjöström : Knut Borg Sr.
- Rune Lindström : Johannes Borg
- Holger Löwenadler : Knut Borg
- Stig Olin : Anders
- Wanda Rothgardt : Inger
- Gunn Wållgren : Kristina
- Ludde Gentzel : Petter
- Inga Landgré : Ester

## Commentaires
- En adaptant l'œuvre de Kaj Munk, Gustaf Molander adopte un parti pris réaliste et naturaliste. Nous assistons - comme dans la pièce théâtrale - au premier prêche de Johannes, à la fin dramatique de sa fiancée et, corollaire de ces épisodes, à la naissance de la crise de Johannes. « Molander insiste lyriquement sur la vie familière de la ferme, sur la beauté rayonnante des paysages de Dalécarlie au printemps. »[1]
- Carl Theodor Dreyer opte, de son côté, pour une vision de la pièce élaguée et concentrée dans l'espace.  Dans le drame écrit par Kaj Munk, l'aîné des Borg explique au pasteur que la folie de son frère résulte d'un choc terrible : autrefois, la fiancée de Johannes l'a sauvé d'un accident de voiture en mourant à sa place ; il a vainement tenté, chez ses parents, de la ressusciter au nom de Jésus. « Dreyer, pour concentrer la tension sur une seule ligne, n'a gardé que les causes théologiques de la folie. »[2]
- Selon Jacques Lourcelles, « le prosaïsme, le caractère superficiel et anecdotique de l'adaptation de Molander aident à mieux saisir le travail de resserrement, d'intensification et d'épuration caractéristique de la mise en scène de Dreyer. »[3] Certes. Mais, on retiendra, chez Molander, une distribution exceptionnelle, avec un Victor Sjöström « aussi impressionnant comme acteur que comme réalisateur. »[4]